# Saint-Bonnet-Tronçais

Saint-Bonnet-Tronçais este o comună în departamentul Allier din centrul Franței. În 1 ianuarie 2022 avea o populație de 739 de locuitori.